# Чарівниці (телесеріал)
«Чарівниці» (англ. W.I.T.C.H.) — франко-американський мультиплікаційний телесеріал.
Назва W.I.T.C.H. складається з перших літер англійських імен п'яти дівчат: Will, Irma, Taranee, Cornelia та Hay Lin (укр. Вілл, Ірма, Тарані, Корнелія, Хай Лін).
Серіал був знятий компанією SIP Animation Berlin спільно з Walt Disney Pictures за мотивами італійського коміксу. Він складається з двох сезонів по 26 епізодів кожний.
В Україні серіал транслювався телеканалами «Україна» (перший сезон) та «Новий канал» (другий сезон).

## Сюжет

### Перший сезон
Спочатку у вимірі Меридіан, що знаходиться паралельно Землі, правила Королева Вейра. Але внаслідок державного перевороту встановився режим принца Фобоса. Після приходу до влади Фобос перетворив Меридіан на похмуру, темну планету, сповнену небезпечних істот.
Політика Фобоса як глави Меридіана була агресивною стосовно інших світів, він прагнув панувати над ними. Для того, щоб захистити інші виміри від інтервенційних намірів Меридіана, Рада Братства у вимірі Кондракар створює «магічну стіну» навколо Меридіана (як з'ясовується пізніше, дуже ненадійну, адже якби принц отримав би свою печатку, яку було вкрадено незнайомкою, він зміг би відчиняти портали де завгодно) — Велику Мережу, або Завісу, яка не дозволяла проходити крізь світи звичайним способом (що може робити будь-яка істота, що володіє магічними здібностями). Однак, у Завісі періодично відчиняються портали до інших світів, переважно на Землю, оскільки для створення міцної Великої мережі потрібно понад одне Серце.
Вірні слуги останньої королеви переправили її доньку Еліон, законну спадкоємицю трону Меридіану, на Землю, в невелике місто Хітерфілд, розташування якого майже відповідало розташуванню палацу і його околиць на Меридіані. Це зробила няня Еліон, викравши Печатку Фобоса (королівську печатку, яка здавна належить його роду), здатну відчиняти все закрите, в тому числі Завісу, відчинила портал і перенесла Еліон на Землю. Сила Еліон закрила портал одразу за ними, але Печатку було втрачено в каналізації під порталом.
Тим часом Маг (Наймудріший) Тібор, ватажок ради на Кондракарі, обирає нових Вартових (оскільки колишня берегиня Серця Кодракара Нерісса перейшла на бік зла і, не задумуючись про наслідки, вбила володарку Води Кессіді за те, що вона не віддала Неріссі кристала), в обов'язки яких входить захист світів від вторгнень Фобоса та допомога антиурядовому рухові на Меридіані. На Землі Ян Лін, колишня Вартова Повітря, передає Серце Кондракара новим Вартовим, і вони вступають у боротьбу з темними силами.
Еліон, потрапивши на Землю, виростає там і йде до школи. Там Еліон заводить друзів: Вілл, Тарані, Ірму, Хай Лін і найкращу подругу — Корнелію, але вона не знає, що її подруги є Вартовими. Еліон також не знає, що вона сповнена силою і є справжньою правителькою та Серцем Меридіану.
Сюжет мультсеріалу розпочинається в американському місті Хітерфілд (англ. Heatherfield) закликом чергового покоління Вартових.

### Другий сезон
У Чародійок з'являється новий ворог. Колишня Вартова Нерісса, яка раніше зрадила всіх заради своєї сумнівної системи цінностей, втекла з в'язниці та хоче отримати Серця всіх світів, щоб одержати необмежену владу і навести у Всесвіті «лад». Нерісса дуже хитра, тому відразу ніхто нічого не зрозумів. Калеб дізнається, що Нерісса його мати, згодом про це дізнаються і Чарівниці.
Раз по раз вона відволікала Вартових: спочатку Лицарями Помсти (колишніми слугами Фобоса), щоб зачаїтися і хитрістю виманити Серце Меридіана в Еліон, потім Лицарями Загибелі, щоб встигнути зібрати колишніх Вартових (з якихось причин Нерісса вважала, що лише володіння усіма стихіями є цілковитою владою).
Зрештою Вілл вирішує звільнити Фобоса (який наступний спадкоємець трону після Еліон), щоб він забрав у Нерісси Серце Меридіана, через якого можна забрати посох і Серце Замбали. Але завбачливо пов'язує його магічною клятвою, про існування якої Фобос нічого не знає.
Згодом Седрик зраджує Фобоса, проковтнувши його та посох, при цьому наділивши Міранду своєю силою, щоб вона знищила Орамери, але їй завадили Бланк, Калеб і Пісочник, який перейшов на бік Вартових разом з Рейтером і Горгулем. Вартові ледь рятують Землю від неминучого розгрому.

## Вартові
Вілл Вендом переїжджає з Федден Хіллсу до Хітерфілду. У новій школі вона знайомиться з чотирма дівчатами: Ірмою Лейер, Тарані Кук, Корнелією Хейл і Хай Лін. Після занять п'ятеро дівчат ідуть до ресторану «Срібний дракон», власники якого — батьки Хай Лін. У ресторані Ян Лін, бабуся Хай Лін і колишня Вартова Повітря, розповідає дівчатам, що їх обрали новими Вартовими. Виявляється, Ірма керує водою, Тарані — вогнем, Корнелія землею, а Хай Лін повітрям. Вілл обрана берегинею Серця Кондракара, на той момент велика частина енергії, яка дається Вартовій Енергії, використовувалася на підтримку Завіси.

### Здібності та сили Вартових
Здібності належать Вартовим, але вони повинні бути підживлені енергією Серця Кондракара з Вівтаря Орамерів (без нього витрачаються їхні життєві сили). Орамери — магічні сфери, що дають Вартовим можливість керувати стихіями як фізичним уособленням їхніх сил. Теоретично, якби енергія Серця Кондракара безпосередньо живила Сили Вартових, то вони не могли б перевтілюватися. Орамери перебувають на Вівтарі в окремому залі Фортеці на Кондракарі. Вартові пізнають свої здібності протягом досить довгого часу.
Коли Вартові трансформуються, вони дорослішають, стають значно сильнішими фізично й у них з'являються крила, завдяки яким вони можуть літати. Вартові не можуть перевтілюватися і без Серця Кондракара, однак малу частку своїх сил вони мають завжди (особливо це помітно в першій серії, коли дівчата вперше виявляють «дива» навколо себе).
Використовуючи Серце Кондракара, Вартові можуть створити свою «Астральну копію» — точного клона, дурнуватого і який підкорюється всім наказам Вартовій, яка його створила. Також Вілл як берегиня Серця має змогу створювати не своїх клонів.
Також завдяки Серцю Вартові після поглинання Серцем Печатки Фобоса набули здатності створювати нові портали у Завісі. Це також означає, що Серця світів здатні поглинати будь-які слабші магічні артефакти.
Кожна Вартова може переміщуватися в межах світу, в якому перебуває. Ця здатність властива тільки Вартовим, вимагає напруження, вміння зосередитися, освоюється довго і насилу.
- Вартова Енергії (Вілл, раніше Нерісса)

Зазвичай Вартова, наділена силою Енергії, є берегинею Серця Кондракара. Її сила дуже універсальна, дозволяє як руйнувати, так і оживляти. Спочатку Вілл не мала влади над Енергією, оскільки Енергію з Вівтаря Астралу було використано для створення Завіси. Однак Вілл могла безпосередньо керувати Серцем Кондракара, створюючи, наприклад, бар'єри. Коли необхідність у Завісі зникла, Вілл отримала повні здібності, звані Квінтесенцією, якими володіють всі Вартові Енергії. Такими здібностями є: електрокінез, взаєморозуміння з домашньою технікою, можливість створювати й оживляти неживі предмети. Крім цього Вартова Енергії, як і решта Вартових та істоти, наділені магією, може змінювати вигляд себе і навколишніх предметів. Багатьох здібностей Вілл ще не виявила, зокрема, маніпуляції, можливості змінювати вигляд (цю здатність повсякчас використовують Фобос і Нерісса).
- Вартова Води (Ірма, раніше Кессіді)

Вартова Води володіє вмінням гідро- і метеокінезу, вона може керувати водою і керувати опадами. Також Вартова Води може впливати на рішення інших людей силою думки, змінювати колір одягу, заморожувати чи випаровувати воду та викликати дощ. У мультсеріалі легко може створити свою велетенську копію з води.
- Вартова Вогню (Тарані, раніше Галінор)

Вартові Вогню володіють піро- і термокинезом, тобто можуть викликати вогонь і керувати ним. Також вони здатні вбирати чи випромінювати хвилі тепла. Вартові Вогню також мають найсильніші навички телепатії серед свого загону.
- Вартова Землі (Корнелія, раніше Кадма)

Вартові Землі володіють можливостями флоро- і геокінезу, тобто можуть керувати землею, викликаючи землетруси, а також контролювати ріст рослин. До того, як Кадма, колишня Вартова Землі, потрапила під дію чар Нерісси, вона навчила Корнелію заклинанню «Зелений голос», яке дозволяє Вартовим Землі розуміти рослини і спілкуватися з ними. Вартові Землі здатні до телекінезу, а також можуть за власним бажанням збільшувати свій зріст.
- Вартова Повітря (Хай Лін, раніше Ян Лін)

Вартова Повітря може керувати повітряними масами, а завдяки тому, що звук поширюється повітрям, чути віддалені звуки. Крім того, Вартові Повітря мають найсильнішу здатність до емпатичного передбачення серед решти Вартових; Хай Лін несвідомо використовувала цю здатність, аби бачити уві сні коронацію Еліон. Також Вартові Повітря можуть ставати невидимими, левітувати без перевтілення і здатні до фотокінезу — створення світлових ефектів. Хай Лін цю здатність поки не виявила, але її використовує Ян Лін; наприклад, вона створила штучне оточення у першій серії, промінь світла в епізоді «М означає Милосердя», а також кілька об'єктів, що світяться, у «Д значить Дорогоцінний камінь», ілюструючи мистецтво телепортації. У коміксі Хай Лін — єдина Чародійка, яка вміє літати, не використовуючи при цьому крила.

## Персонажі

### Вартові
- Вілл (Вільгельміна) Вендом (англ. Will Vandom) — головна героїня, капітан команди вартових, що має силу Квінтесенції. Обожнює жаб, має велику колекцію. Захоплюється плаванням. У неї руде волосся і світло-коричневі очі. Зустрічається з Меттом Олсеном (один з двох позитивних чоловічих головних героїв). Батьки Вілл розлучені, її мама — Сьюзен Вендом — закохалася в Діна Коллінза, професора історії.
- Ірма Леєр (англ. Irma Lair) — весела, оптимістична і впевнена в собі вартова, що має силу Води. Їй 13 років. У неї русяве волосся і блакитні очі. Подобається підколювати Корнелію. У неї прекрасне почуття гумору, вона душа компанії і дуже любить співати. Живе з матір'ю, батьком Томом і молодшим братом Крістофером. У неї закоханий Мартін Таббс, до якого Ірма байдужа. Хоча любов Мартіна вже швидше трансформувалася в дружбу, ніж щось більше.
- Тарані Кук (англ. Taranee Cook) — полохлива, скромна і досить начитана вартова, що має силу Вогню. Їй 13 років. Спочатку вона боялася вогняної стихії, але пізніше почала добре нею вправлятися. Захоплюється фотографією. Живе з батьком, матір'ю і старшим братом Пітером. До 16-ї серії 2-го сезону не ладнала з мамою, через що у неї вироблявся гнів, що підживлював Гора, але в цьому ж епізоді вони помирилися. У неї синяво-чорне волосся і карі очі. Закохана в Найджела Ескрофта, який відповідає їй взаємністю.
- Корнелія Хейл (англ. Cornelia Hale) — самозакохана вартова, що має силу Землі. Їй 14 років. Її вибрали вартовою землі для того, щоб вона направляла і оберігала Серце Землі, молодшу сестру — Ліліан Хейл. Найкраща подруга Корнелії — Еліон Браун. Має довге волосся, з блакитними очима. Вона самовпевнена,  вередлива, рішуча. Обожнює шопінг, добре катається на ковзанах. Цілувалася з Пітером (старшим братом Тарані Кук) на очах повстанця Калеба. Страшенно піклується про свою зовнішність.
- Хай Лін (англ. Hay Lin) — весела, романтична, ніжна і мрійлива вартова, що має силу Повітря. Їй 13 років. У неї довгі синяво-темні хвостики і чорні очі. У Хай Лін є талант до малювання. Коли вона побачила клон своєї бабусі, прийнявши її за оригінал (це було в 20-ій серії 2-го сезону «Т означає Травма»), її не можна було втішити, але зібравши усі сили в кулак Хай Лін перемогла Неріссу і зрозуміла, що якщо Метт поборов чари чаклунки і виробив в собі антивірус до чорної магії, то її бабуся зробить те ж саме! Вірить в існування прибульців. Закохана в Еріка Ліндона, який відповідає їй взаємністю.

### Повстанці
- Королева Еліон Браун (англ. Elyon Brown) — 12-річна подруга Корнелії, яка знає її з дитинства. Незабаром вона дізнається що вона — законна спадкоємиця престолу Меридіана (про це Еліон довідалася в 14-ій серії 1-го серії (Батьківський день), а про те, що її брат — справжній тиран, зрозуміла, коли в 26-ій серії 1-го сезону (Остання битва) Фобос вкрав половину її сили). Її удочерило подружжя Браунів, добре розуміючи, що вона — спадкоємиця. Також вона Серце і королева Меридіана. Сестра князя Фобоса і блондинка з фіолетовими очима. З 36-ї серії (Джи означає Коштовний камінь) і до 52-ї серії (Зет означає Зеніт) знаходилася в Серці Меридіана, в яке її заточила Нерісса.
- Повстанці — група людей, два рази організували повстання проти влади князя Фобоса. 1-й заколот існував весь 1-й сезон (з 1-ї серії «Історія починається» до 26-ї серії «Остання битва»), 2-й з 23-ї серії 2-го сезону (Ікс значить Ксанаду) до 26 -й серії 2-го сезону (Зет значить Зеніт). Штаб-квартира — Звітне Місто. Керманич — Калеб. Лідери — він і його дружина (армія).
- Калеб (англ. Caleb) — 15-річний керманич повстанців. Є вірним другом вартових, служить принцесі (королеві) Еліон. Його батько — колишній командир повстанців і в'язень підводних копалень (шахт) Джуліан, а мати - колишня вартова Нерісса. Зустрічається з Корнелією.
- Олдерн — друг Калеба. Також повстанець. Його батько — коваль
- Акетун (колишній бранець підводних шахт, але в 19-й серії 1-го сезону його звільнили).
- Дрейк — друг Калеба і бунтівник. Вбивця Мисливця. Блондин. Має на лівій щоці блакитне татуювання.
- Джуліан — батько Калеба, колишній керманич бунтівників, до 19-ї серії 1-го сезону (Підводна шахта) був рабом в підводній шахті. Одружився 17 років тому на Неріссі, прийнявши її за Оракула-чарівницю.
- Акетун — батько Олдерна. Саме він сказав своєму синові, який передав це Бланку, а той вже Калебу про те, що Джуліан живий.
- Томас та Еліонора Брауни — земні батьки Еліон. Мередіанці. Справжні імена — Албарн і Мірадель. Люблять свою прийомну доньку більше за життя. З 14-ї серії 1-го сезону (Батьківський день) і до 21-ї серії 1-го сезону (Втеча з Кавігора) перебували в секретній і недоступній в'язниці Кавігора.
- Ватек — друг Калеба, до 20-ї серії 1-го сезону (Друк Фобоса) служив Фобосу, але потім Ватек йде служити повстанцям в Заповітне місто. У 2-й серії 1-го сезону (Почалося) Ватек допомагає Калебу вибратися з ями Фобоса, кинувши йому півхліба з єдиним ключем від кайданів. Колір шкіри — синій.
- Тайнар (Тінар) —стражник Фобоса, в 24-й серії 1-го сезону (Порятунок повстанців) був перенесений Вартовими на Землю, переконавши їх у тому, що Фобос замість того, щоб вилікувати (він був поранений списом в ліве плече), вбив би його. За допомогу вартових, переконав в 26-й серії 1-го сезону (Остання битва) частину армії Фобоса перейти на бік добра.
- Бланк (англ. Blank) — паслинг як істота і провідник з посади. Друг Калеба. Досить смердючий, але цілком доброзичливий, чесний, хитромудрий і безцінний. Ніколи не миється і не любить воду. Має дуже турботливу маму, і сильно її любить. Бланк — контрабандист, однак усім говорить, що він — імпортер. Досить жадібний і заради грошей готовий на багато що. Говорить з акцентом. Має люблячу маму, яка за нього дуже турбується і завжди готова його вилікувати від усіх хвороб. У 2-й серії 2-го сезону (Б значить Бравада) він отримує від молодого наймудрішого (Тібора) з ради Кондракара зуб Тонга, відкриває портали, який в 11-й серії 2-го сезону (означає Кінець невідомості) був забраний Неріссою у вигляді Оракула-чарівниці. Живиться трупами дрібних звірів.
- Ян Лін (англ. Yan Lin) — бабуся Хай Лін, вартової Повітря минулого покоління вартових. Головна наставниця і «плече» вартових. У коміксі вона виглядає набагато старше і після того моменту, коли вона передає Серце Кондракара новому поколінню вартових — вона вмирає, а її душа відлітає в раду Кондракара. Єдина з С.Н.Y.K.N., не погодилася з Неріссою і змусила її (Неріссу) створити злу копію Ян Лін (яка не могла розповісти хто вона або відмовити Неріссі у службі, так як відьма наслала на дублікат закляття забуття), та й та в 26-й серії 2-го сезону (Зет означає Зеніт) стала доброю.
- Галінор (Халінор) (англ. Halinor) — Вартова Вогню з минулого покоління вартових, пізніше стала учасницею Ради Кондракара.
- Кадма (англ. Kadma) — Вартова Землі з минулого покоління Вартових. Вона стала королевою і берегинею фіолетової планети Замбали, а також володаркою Серця Замбали, але в кінці другого сезону (у 52-ї серії «Зет означає Зеніт») відмовилася від цього титулу заради звичайного життя на Землі.
- Кессіді (англ. Cassidy) — Вартова Води з минулого покоління вартових. Замість Нерісси використовувала Серце Кондракара. Була вбита Неріссою, однак через 40 років Нерісса воскресила Кессіді.
- Рада Кондракара — коло людей, чиє завдання захищати структуру вимірювань. До його складу входять маг Тібор, Люба, Альтер і Галінор. У коміксі також Ендарно (Фобос) і Ян Лін (точніше її душа). З 14-ї серії 2-го сезону (Н значить Нарцис) і до 26-ї серії 2-го сезону (Зет означає Зеніт) всі його члени (крім Люби) були заточені Неріссою в магічній кулі.
- Мудрійший — молодий маг і Голова ради Кондракара. Лисий. Має над правим вухом зелене символічне татуювання. Дуже спокійний. Пророк. Саме він подарував Бланку зуб Тонга і вибрав Вартовими Завіси Вілл, Ірму, Тарані, Корнелію і Хай Лін.
- Маг Тібор — найстарший член ради Кондракару. Має довге сиве волосся, вуса і бороду. Досить мовчазний.
- Альтер (ім'я у перекладі з латини — інший) — лисий низькорослий троль з довгою сивою бородою. Має в супутниках Галінор. Саме він і Галінор зустріли Вартових біля входу Се-Та-Делі.
- Люба (англ. Luba) — берегиня Орамерів на Кондракарі. Єдина з ради, хто уникнув наслідків нападу на Кондракар (тоді усі члени ради були вкладені в магічну кулю). Вона не потрапила у сферу Нерісси тому, що її обеззброїла Галінор, і Люба не поєднала свою силу для відтворення Завіси з іншими членами ради. Дуже відповідальна. Має котяче обличчя, вуха та вуса.
- Наполеон — кіт Ліліан, є супутником Землі (тобто оберігає Серце Землі). Спочатку в сім'ї Хейл Наполеона не було, але вже потім, у 2-й серії 2-го сезону (Б значить Бравада) Вілл подарувала його Корнелії, щоб підбадьорити її під час непорозумінь з Калебом. Корнелія придумала йому ім'я. Вміє розмовляти (навчився, коли Ліліан в 21-ї серії 2-го сезону (З значить Заколисати) вимовила «шкода, що ти не розмовляєш, було б з ким поговорити ввечері», так вона наділила його даром мови). Пізніше отримує силу, як Регент Землі.
- Метью «Метт» Олсен (англ. Matthew «Matt» Olsen) — однокласник Вартових і пізніше коханий Вілл Вендом. Про те, що Вілл — вартова і хранителька кристала дізнається в 25-ї серії 1-го сезону (Викрадене Серце), в коміксі він про це дізнається в 4-му сезоні. У 24-й серії 1-го сезону (Порятунок повстанців) подарував Вілл соню по кличці Містер Хаглз. Написав пісню «Влада любові», присвячену Вілл. У другому сезоні серіалу (з 38-ї серії «Ц значить горе Цибулеве» до 45-ї серії), перебував у владі Нерісси в образі Шегона. У 19-й серії 2-го сезону (С означає бути Собою) вигнав Шегона зі свого тіла і став звичайним підлітком, так як Нерісса відібрала магію у нього і Хаглза. Пізніше, завдяки Ліліан Хейл, яка є Серцем Землі, повернув собі силу, і бився пліч-о-пліч з Вартовими, як Регент Землі.
- Ліліан Хейл — молодша сестра Корнелії, Серце Землі. До 21-ї серії 2-го сезону (З значить Заколисати) не володіла силою. Має в супутниках кота Наполеона. Їй 8 років.
- Місіс Рудольф — вчитель математики. Справжнє ім'я Долгейта. Мерідианка. Бунтарку, перенесла на Землю Еліон і викрала у князя амулет Друку Фобоса. Постійно носить окуляри. Про те, що вона не людина — Вартові дізналися, коли Еліон з нею зв'язалася і попросила привести до неї (до місіс Рудольф). У 8-й серії 2-го сезону (Х значить Хитрість) йде на пенсію, повертається на Меридіан
- Бес і Корніт Грампер — сестри-пліткарки. Однокласниці вартових. Люблять заважати і розповідати на шкільному радіо Шеффілда «К-ФМ» чужі секрети. Обидві руді, як Вілл, і зеленоокі. Іноді говорять разом. У 19-й серії 2-го сезону (С означає бути Собою) виступали на «битві ансамблів» у рок-групі «Елкамі і сестри Грампер».

### Лиходії
- Принц Фобос (англ. Prince Phobos) — головний лиходій мультсеріалу, чаклун, угнетатель та кронпринц Меридіана. Він — брат Еліон, справжньої спадкоємиці престолу Меридіана. 13 років тому він хотів убити свою сестру, але заколотники встигли перенести її через Завісу (на Землю). З тих пір Фобос шукав Еліон, і в 11-ї серії 1-го сезону Лурдени знайшли в шахті вулкана Триб, амулет, що приводить до власника одного загубленого і здатний зробити безпорадною будь-яку чарівну силу, яка може перешкодити його повернення — зірку Триби. У нього біле волосся, сіро-зелені очі. Мав у слугах Лорда Седріка, Міранду, Горгулью, Мисливця, Фроста-ловця, Рейтера і кілька десятків тисяч Лурденів. Постійно намагається відняти у Вартових Серце Кондракара. На підлозі в його замку, перед троном, перебував дивильний камінь (відсутній в «замку Еліон»), за допомогою якого Фобос може заглянути в самий дальній кут Всесвіту, побачити те, що відбувалося де завгодно і коли завгодно, а також приспати будь-яку людину. У 22-й серії 2-го сезону (В значить Вікторія, перемога) його звільняє з в'язниці Заповітного міста Вілл Вендом, попередньо змусила заприсягтися силою Кондракара. До 49-ї серії стражниці захищали принца від Нерісси, яка зрозуміла, що князь може відняти її «подвійне Серце». Чародійки непросто захищали його, але навіть записали його в Шеффілд під псевдонімом Філіп. У 23-й серії 2-го сезону (В значить Відьма) відбирає у Нерісси посох і перстень мага, замкнувши її в Серці Меридіана (до цього моменту володів магією, забираючи у своїх підданих життєву силу, зробивши це також і із Еліон). Він — чудовий актор зла. У 24-й серії 2-го сезону (Ікс значить Ксанаду) перейменовує Посох (Друк) Нерісси в Скіпетр Фобоса.
- Лорд Седрик — радник Фобоса і генерал його армії. Канібал. У 14-ї серії 1-го сезону (Батьківський день) у вигляді книгопродавця знайшов і повернув на Меридіан принцесу Еліон. Був найвірнішим слугою Фобоса, але після того, як Фобос перетворив його в подобу черв'яка (у 26-й 1-го сезону «Остання битва»), Седрик зненавидів його і пішов на хитрість. Заволодівши в 25-й 2-го сезону (У значить Урожай) часткою сили Фобоса (переконавши його в тому, що так він особисто принесе перемогу), він проковтнув принца і його скіпетр, отримавши силу двох Сердець (якби Седрик проковтнув князя відразу, він би переміщуватися і знову зробив черв'яком). Седрик — перевертень, здатний перетворюватися на людину, насправді він змій величезних розмірів. Має 3 вигляди: вигляд гігантського змія, вигляд слуги Фобоса і вигляд земного книгопродавця. Його очі мають 2 кольори: фіолетовий (у людській подобі) і жовтий (в зміїному образі). У 26-й серії 2-го сезону (З значить Зеніт) каже, що Міранда його кохана (однак ці почуття прийшли до нього після ув'язнення).
- Нерісса Кросник — мати Калеба, колишня Вартова Енергії. Вона стала поганою тому, що Серце Кондракара відкрило в ній темну сторону. Звільнив її Оракул для того, щоб показати їй суть речей, і на її біду Нерісса це побачила. Відрізняється своєю красою. Дуже хитра і підступна. Чорне волосся, зелено-сірі очі. Довгий час вдавала Чарівницею (до 15-ї серії 2-го сезону «О значить Обман») і не існуючої куховаркою Трил (до 10-ї серії 2-го сезону «Джи значить Дорогоцінний камінь»). У 23-й серії 2-го сезону була заточена Фобосом в Серці Меридіана (де і залишилася на все життя).
- Джик — теж паслинг (як істота) і провідник (за посадою), колишній друг Бланка, тепер заклятий ворог. Також контрабандист. Горбань. В 1-му сезоні служив Фобосу псевдо-в'язнем в підводній шахті, де в 19-ї серії 1-го сезону (Підводна шахта) повідомляє Фобоса, що в шахті вкладено колишній керманич повстанців і батько Калеба Джуліан (всі вважали, що він загинув у битві біля сірого лісу). У 25-ї серії 1-го (Викрадене Серце) сезону хотів продати злобному князю Серце Кодракара, але Вартові встигли перехопити кристал. У 7-й серії 2-го сезону (Б значить Бруд) продав ріг Гіпноса месникам, за що був помитий Ірмою Леір.
- Лицарі Відплати — загін месників, що складається з слуг Фобоса (Рейтер, Фрост, Мисливець, Міранда, Пісочник, Горгуля). Були звільнені Неріссою для того, щоб відвернути увагу Вартових і заволодіти Серцем Меридіана. Існували з 27-ї серії (А значить Анонімність) до 36-ї серії. В 10-й серії 2-го сезону (Джи значить Дорогоцінний камінь) разом з Фобосом були телепортованими королевою Еліон у в'язницю Заповітного міста.
- Міранда — одна з слуг Фобоса. Істота типу павука-мутанта, може перетворитися в будь-якого нешкідливого на 1-й погляд людини. До 26-й 1-го сезону (Остання битва) вдавала подругою для Еліон (так Фобос хотів підсилити її неприязнь до Вартових). Дуже кмітлива. У 3-й серії 2-го сезону (М значить Мета) запропонувала підлаштувати зникнення Еліон, зламавши таким чином дух Вартових. Кохана Седріка. Любителька м'яса.
- Мисливець — людиноподібний демон, службовець Фобоса як найманий вбивця і розвідник. При першому падінні Фобоса втік до лісу. В бою використовував якийсь магічний ланцюг, міг випускати кажанів зі свого тіла. При мисливцеві завжди був його вірний пес. В 12-й серії 2-го сезону (Ц значить горе Цибулеве) поміщений у в'язницю (в останніх кадрах видно, що в сусідній камері знаходяться Седрик і Міранда). У 26-й серії 2-го сезону (Зет означає Зеніт) був вбитий Дрейком (друг Калеба), встрибнувши до нього в тіло і встромивши мечем.
- Фрост-ловець — орк, командир кавалерійських військ Фобоса. Дуже сильний, проте не використовує магію. Дурнуватий. Їздить на носорозі по кличці Тиснула/Громила (в оригіналі — Крімсон).
- Пісочник — монстр з піску, труднодоступний. У першому сезоні був небезпечним болотом, котрий затягував людей. Потім Тарані і Ірма запекли його, отримавши скло. Був оживлений магією Нерісси. Серед усіх лицарів відплати, пісочник частіше інших бував на Землі під час вилазок. Завжди мовчить, однак має власну думку (це доводиться тим, що він в кінці все-таки встав на бік добра). Фобосу ніколи не служив.
- Горгулья — величезний циклоп. Дурнуватий і повільний. Служив Фобосу, потім під час одного бою у 2-й серії 1-го сезону (Почалося) просунув руку в портал, що закривався, її відірвало. Пізніше з цього обрубка Нерісса зробила йому неповноцінну руку. В кінці Рейтер переконав стати його на бік добра.
- Рейтер — на початку фільму — капітан армії Фобоса, був дуже самовпевнений і самозакоханий. Однак його вправно підставили Вартові і Седрик кинувши його в Безодню Тіней (фізика фільму претендує на реальність, однак падіння в ущелину відбувалося з величезної висоти — незрозуміло, як Рейтер вижив). Після цього його характер кардинально змінився — він став більш стриманим і цілеспрямованим. Вибратися йому допомогла Нерісса, і він став служити їй. Однак вона підставила його і Рейтер потрапив до в'язницю. Там, у в'язниці, Хай Лін переконала його допомогти Вартовим і в тому, що Фобос не має честі. Рейтер став подвійним агентом, переконавши кількох сильних воїнів (Горгулью і Пісочника) перейти на бік законної спадкоємиці.
- Лицарі Загибелі — загін лицарів, що складається з слуг Нерісси, їй же створених демонічних істот, що символізують стихії (Шегон — повітря, Тридарт — лід, Ембер — вогонь, Гір — землю), і харчуються негативними людськими емоціями (болем, страхом, ненавистю, відчаєм, гнівом і горем). Були створені Неріссою для допомоги в зборі колишніх вартових і заволодінні Серця Замбали. Існували з 12-ї серії 2-го сезону (Ц значить горе Цибулеве) і до 45-ї серії. У 19-й серії 2-го сезону (С означає бути Собою) вона позбавила їх життєво необхідної сили і витратила її на повернення минулої молодості (своєї і колишніх вартових).
- Шегон — демон,чорний ангел в золотій масці, капітан команди Лицарів Загибелі. Результат прокляття Нерісси Мета Олсена (Нерісса так хотіла більше розлютити Вілл). Сила — спопеляючий (лазерний, зеленого кольору) погляд. Підживлював свої сили від ненависті ворогів. Мав перстень мага. Після того, як Нерісса позбавила його підживлення від своїх сердець, Метт знову став звичайною людиною.
- Трідарт — крижане істота, його вибили з каменю скелі. Володіє силою льоду. Цілком залежав від сил Нерісси (вона ж і вбила його, просто позбавивши життєвої сили). Міг підживлювати свої сили від страху і відчаю ворогів. Мав симпатію до Ембер.
- Ембер — вогняна істота, її відлили з лави. Сила — вогонь. Завжди боялася води. Доля схожа з долею Трідарта. Підживлювала свої сили від душевного болю і горя ворогів.
- Гор (Гор-руйнівник) — величезний звір, вийшов від соні Метта. Єдиний, хто маючи сили від Нерісси, не підкорявся Відьме. Однак її накази все ж доходили до нього, так як він слухався свого господаря — Метта, а той був підпорядкований Неріссі. Підживлював свої сили від люті ворогів.
- C.H.Y.K.N. — попереднє покоління Вартоаих, в поневолених стані (Кессіді, Галінор, Ян Лін, Кадма і Нерісса). Буквально назва повинна виглядати так: N.C.H.Y.K, але букви ініціалів мають інший порядок і все — заради звучання. Існувало з 19-ї серії 2-го сезону (С значить бути Собою) до 22-ї серії 2-го сезону. У 22-й серії 2-го сезону (В означає Вікторія, перемога) W.I.T.C.H. зняло з них чари, а Нерісса заточила «своїх подруг» в Серце Меридіана, заволодівши при цьому справжньою силою всієї п'ятірки.
- Шептуни — злі, квіти що говорять. Служили Фобосу. Заради корму готові видати будь-яку таємницю. Що з ними сталося після того, як скинули Фобоса, невідомо.
- Сноходці — люди, поневолені Рогом Гіпноса, слухаються того, хто дув у ріг. Вони не знають пощади. Крім того, як воювати, нічого не вміють.
- Лорвеги — хижі гусениці-гіганти з хвостом скорпіона, що харчуються м'ясом (зокрема людським). Ловлять здобич вогнестійкою павутиною.
- Повзуни — гігантські таргани, які перебували у в'язниці Кавигор. Були там на той випадок, якщо комусь вдасться прорити підкоп, його відразу ж з'їли б ці комахи.
- Меридіанські слимаки — теж людожери. Можуть вистежити свою жертву по запаху, чим і скористався Фобос, відправивши їх у 15-ї серії 1-го сезону (Слимаків) на Землю, щоб матуся слимаків повністю проковтнула 4-х Вартових (на той момент Корнелія була з ними у сварці і злий принц вирішив не приносити її в жертву).
- Могрифи — звірі, здатні прийняти будь-який вигляд і голос (навіть можуть змінити розмір крил). Були знайдені в 18-й серії 1-го сезону (Могрифи) Седріком і доставлені Фобосом на тимчасову службу (лиходій хотів, щоб вони посилили неприязнь Еліон до Вартових).
- Лурдени — злі чудовиська, службовці Фобоса. У 25-ї серії 1-го сезону їх бачить на борошномельні Еліон і в страху тікає до Фобоса, який її заспокоїв. Колір шкіри — зелений або коричневий. Очі схожі на яєчню. Не говорять, а гарчать. Досить дурні.
- Нищителі — грізні й безжальні. Темні «богатирі» зла. Були створені Неріссою в 4-й серії 2-го сезону (Т значить Тиск) для знищення замку Еліон (коли королева з'являлася, вони зникали, перетворюючись на чорний пісок, оскільки при ній їх просто не існувало). В цьому ж епізоді їх знищила Вілл, відкривши в собі уміння метати блискавки Сили.
- Урія Дан — голова шкільних хуліганів і однокласник Вартових. Хвалько, ледар і любитель посміятися над ким-небудь. У 19-й серії 2-го сезону (С означає Бути Собою) створив групу «Данстэрс».

## Серії

### Сезон 1
1. (1) Історія починається (It Begins)
2. (2) Почалося (It Resumes)
3. (3) Ключ (The Key)
4. (4) З днем народження, Вілл (Happy Birthday Will)
5. (5) На користь суспільству (A Service to the Community)
6. (6) Лабіринт (The Labyrinth)
7. (7) Розділяй і володарюй (Divide and Conquer)
8. (8) Засідка у Торус Филни (Ambush at Torus Filney)
9. (9) Повернення Мисливця (Return of the Tracker)
10. (10) Всередині картини (Framed, Picture)
11. (11) Зірка Триби (The Stone of Threbe)
12. (12) Явище принцеси (The Princess Revealed)
13. (13) Не для друку (зупиніть пресу) (Stop the Presses)
14. (14) Батьківський день (Parents' Night)
15. (15) Слимаки (The Mudslugs)
16. (16) Роби, що велять (Walk This Way)
17. (17) Примари Еліон (Ghosts of Elyon)
18. (18) Могрифи (The Mogriffs)
19. (19) Підводна шахта (The Underwater Mines)
20. (20) Печатка Фобоса (The Seal of Phobos)
21. (21) Втеча з Кавигора (Escape From Cavigor)
22. (22) Калебу кинуто виклик (Caleb's Challenge)
23. (23) Битва біля стін замку (The Battle of the Meridian Plains)
24. (24) Порятунок повстанців (The Rebel Rescue)
25. (25) Викрадене Серце (The Stolen Heart)
26. (26) Остання битва (The Final Battle)

### Сезон 2
1. (27) А значить Анонімність (A is for Anonymous)
2. (28) Б значить Бравада (B is for Betrayal)
3. (29) М значить Мета (C is for Changes)
4. (30) Т значить Тиск (D is for Dangerous)
5. (31) Є означає Єдність (E is for Enemy)
6. (32) Ф значить Фальш (F is for Facades)
7. (33) Б значить Бруд (G is for Garbage)
8. (34) Х значить Хитрість (H is for Hunted)
9. (35) І означає Ілюзія (I is for Illusion)
10. (36) Джи значить Дорогоцінний камінь (J is for Jewel)
11. (37) К означає Кінець невідомості (K is for Knowledge)
12. (38) Ц значить горе Цибулеве (L is for Loser)
13. (39) М означає Милосердя (M is for Mercy)
14. (40) Н значить Нарцис (N is for Narcissist)
15. (41) О значить Обман (O is for Obedience)
16. (42) П значить Прикриття (P is for Protectors)
17. (43) Ч означає Чаклунство (Q is for Quarry)
18. (44) З значить Завзяття (R is for Relentless)
19. (45) С значить бути Собою (S is for Self)
20. (46) Т значить Травма (T is for Trauma)
21. (47) З означає Заколисати (U is for Undivided)
22. (48) В означає Вікторія, перемога (V is for Victory)
23. (49) В значить Відьма (W is for Witch)
24. (50) Ікс значить Ксанаду (X is for Xanadu)
25. (51) У означає Урожай (Y is for Yield)
26. (52) Зет означає Зеніт (Z is for Zenith)

## Українське двоголосе та багатоголосе закадрове озвучення
Другий сезон озвучено телекомпанією «Новий канал» у 2006 році.
- Ролі озвучували: Володимир Терещук та Наталя Романько-Кисельова

Перший сезон озвучено студією «Так Треба Продакшн» на замовлення «ТРК Україна» у 2009 році.
- Ролі озвучували: Анатолій Пашнін, Юрій Ребрик, Валентина Сова, Олена Бліннікова

## W.I.T.C.H. на DVD
W.I.T.C.H. вийшов у Європі, Австралії, Філіппінах (в тому числі на VCD), Бразилії та Малайзії на DVD. Європейське видання складається з трьох дисків DVD5, на яких записані 11 серій першого епізоду та трьох дисків DVD9 з рештою епізодів. До кожного диску додаються два постери, присвячені одній з Вартових.